# Offensive de Lvov-Sandomir
Batailles
Front de l’Est

Prémices :
- Campagne de Pologne
- Guerre d’Hiver

Guerre germano-soviétique :
- 1941 : L'invasion de l'URSS

- Opération Barbarossa

Front nord : 
- Guerre de Continuation
- Opération Silberfuchs
- Siège de Léningrad

Front central : 
- 2e bataille de Brest-Litovsk
- Bataille de Białystok–Minsk
- 1re bataille de Smolensk
- Bataille de Kiev

Front sud : 
- Siège d'Odessa
- Campagne de Crimée

- 1941-1942 : La contre-offensive soviétique

Front nord : 
- Poche de Demiansk
- Poche de Kholm

Front central : 
- Bataille de Moscou

Front sud : 
- Seconde bataille de Kharkov

- 1942-1943 : De Fall Blau à 3e Kharkov

Front nord : 
- Offensive de Siniavino
- Opération Iskra
- Bataille de Krasny Bor
- Opération Poliarnaïa Zvezda

Front central : 
- Opération Mars

Front sud : 
- Bataille du Caucase (opération Fall Blau)
- Bataille de Stalingrad
- Opération Uranus
- Opération Saturne
- Offensive d'Ostrogojsk-Rossoch
- Offensive de Voronej-Kastornoe
- Opération Gallop
- Opération Étoile
- Troisième bataille de Kharkov

- 1943-1944 : Libération de l'Ukraine et de la Biélorussie

Front central : 
- 2e bataille de Smolensk
- Opération Bagration

Front sud : 
- Bataille de Koursk
- Bataille du Dniepr
- Offensive Dniepr-Carpates
- Offensive de Crimée
- Offensive de Lvov-Sandomir

- 1944-1945 : Campagnes d'Europe centrale et d'Allemagne

Allemagne : 
- Offensive Vistule-Oder
- Offensive de Poméranie orientale
- Siège de Breslau
- Offensive de Prusse-Orientale
- Bataille de Königsberg
- Bataille de Seelow
- Bataille de Bautzen
- Bataille de Berlin
- Capitulation allemande

Front nord et Finlande : 
- Guerre de Laponie
- Offensive Leningrad-Novgorod
- Bataille de Narva

Europe orientale : 
- Opération Margarethe
- Insurrection de Varsovie
- Soulèvement national slovaque
- Opération Panzerfaust
- Bataille de Budapest
- Opération Frühlingserwachen
- Offensive de Vienne
- Insurrection de Prague
- Offensive de Prague
- Bataille de Slivice

Front d’Europe de l’Ouest

Campagnes d'Afrique, du Moyen-Orient et de Méditerranée

Bataille de l’Atlantique

Guerre du Pacifique

Guerre sino-japonaise

Théâtre américain
L’offensive Lvov-Sandomir (en ukrainien : Львівсько-Сандомирська операція, en russe : Львовско-Сандомирская операция) est une offensive de l'Armée rouge (menée principalement par le 1er front d'Ukraine) qui eut lieu du 13 juillet au 29 août 1944 contre la Wehrmacht et ses alliés en Ukraine occidentale et en Pologne orientale sur le front de l'Est lors de la Seconde Guerre mondiale.

## Contexte historique
Les stratèges allemands étaient convaincus que la planification soviétique prévoyait d'attaquer encore au sud, où le front se trouvait à 70 km de Lvov et offrait la route la plus directe vers Berlin. La situation de l'Allemagne, déjà critique, devient désespérée après le débarquement de Normandie en juin 1944. En Italie, les Alliés prennent Rome le 4 juin. De plus, ceux-ci accentuent les raids sur les industries et les installations allemandes.
Le 22 juin 1944, soit trois années exactement après le déclenchement de l'opération Barbarossa, les Soviétiques lancent l'opération Bagration, une énorme offensive destinée à libérer la Biélorussie. Les Allemands qui ne s'attendaient pas à une attaque sur ce front n'ont laissé que 800 000 hommes face à 2,3 millions de Soviétiques. Les Soviétiques, qui possèdent dix fois plus de chars et sept fois plus d'avions, éventrent les lignes allemandes. Le front allemand percé, Minsk, le siège de l'administration du Commissariat général de Ruthénie blanche, tombe le 3 juillet. Le groupe d'armées Centre volatilisé sous le choc de l'attaque, l'Armée rouge atteint rapidement l'ancienne frontière avec la Pologne, capture des dizaines de milliers de soldats, dont 17 généraux.
À la fin août, les pertes allemandes sont le double de celles des Soviétiques[réf. incomplète]. L'offensive en direction de Lvov lancée le 17 juillet 1944 met rapidement en déroute les forces allemandes dans l'ouest de l'Ukraine.

## Préparation
Dès le mois de mai 1944, le contrôle d'une tête de pont sur la Vistule, à Sandomir, constitue l'objectif stratégique des offensives d'été soviétiques.
Le 24 juin 1944, après une réunion d'état-major à Moscou à laquelle participe Staline, Koniev reçoit la directive no 220122 qui définit ses objectifs : atteindre Lvov puis la haute Vistule en passant par la région de Lublin.
Cette offensive, dont l'objectif final est alors assez éloigné, doit se dérouler en deux temps : dans un premier temps, la prise de Lvov et le franchissement du San à Przemyśl, puis dans un second temps, la marche sur la Vistule à Sandomir, objectif fixé le 27 juillet, soit treize jours après le début de l'opération.
Dans sa préparation opérationnelle et tactique, Koniev n'envisage pas l'encerclement de poches allemandes, mais la rupture du front allemand en plusieurs points.

## Forces en présence
Dans cette opération vont s'affronter le groupe d'armées Nord Ukraine, encore solide, commandé à partir du 28 juin 1944 par Joseph Harpe, et le premier front ukrainien, dirigé par Ivan Koniev.
Composé de deux armées blindées, les 1re et 4e Panzerarmee, et d'une armée hongroise, le groupe d'armées Nord Ukraine est affaibli par les ponctions opérées en son sein à la demande des autres fronts, polonais et français : c'est donc avec moins de 900 chars d'assaut, soit 60 % de l'effectif total de ces matériels cinq semaines plus tôt, 1 550 pièces d'artillerie et 840 000 soldats, dont un quart de Hongrois démotivés, que Harpe et ses hommes vont devoir affronter le premier front d'Ukraine d'Ivan Koniev. À ces effectifs s'ajoutent près de 600 avions de chasse et avions spécialisés dans le combat anti-char ; à ces avions s'ajoute la possibilité de puiser parmi les appareils stationnés à Varsovie.
Abondamment renforcé par la direction soviétique, le premier front ukrainien n'est cependant pas le mieux loti dans les offensives soviétiques de l'été 1944 : néanmoins, avec plus de 2 000 véhicules blindés, Koniev dispose d'une supériorité de 2 pour 1 par rapport aux Germano-Hongrois. Par contre, les moyens en artillerie mis à sa disposition sont écrasants : près 14 000 pièces lourdes, dont 6 300 massées sur les 25 kilomètres de zones de percée, soit une concentration de 244 pièces par kilomètre dans les zones de percée. À ces concentrations importantes s'ajoutent 3 246 avions de combat : 679 bombardiers, 1 419 chasseurs et 1 046 bombardiers d'assaut.
Ces concentrations, en dépit des mesures d’intoxication de l'adversaire, sont connues de part et d'autre,.

## Enjeux et objectifs
Par une offensive majeure dans ce secteur, les Soviétiques espèrent la réalisation de plusieurs objectifs, militaires, politiques et économiques. Aux yeux de certains historiens, l'offensive soviétique en direction de Sandomir constitue le principal objectif stratégique et politique des Soviétiques de l'été 1944, l'opération Bagration étant au départ conçue comme un piège destiné à envoyer en Biélorussie des unités stationnés en Galicie.

### Objectifs militaires
Lvov constitue, en juillet 1944, un objectif militaire important, puisque la ville accueille l'état-major du groupe d'armées Nord-Ukraine. Mais c'est aussi un important nœud ferroviaire pour les communications entre le Reich et ses alliés balkaniques.
Sandomir constitue également un objectif militaire, point de départ d'une route vers la Silésie, un des grands centres industriels du Reich.

### Objectifs politiques
Sandomir, ville sur la Vistule, constitue, selon Staline, un objectif politique de première importance, puisque la ville s'étend de part et d'autre de la Vistule, constituant ainsi une tête de pont sur l'avant-dernier obstacle sur la route de Berlin.
De plus par la multiplicité des coups portés à une Wehrmacht de plus en plus débordée, la fermeté des alliances allemandes, avec la Hongrie, la Slovaquie et avec la Roumanie, pourrait aussi être ébranlée, selon les calculs des responsables soviétiques.

### Objectifs économiques
Parmi les objectifs à saisir pour les Soviétiques, les puits de pétrole de Galicie, qui fournissent 500 000 tonnes de pétrole brut par an. Mais la Silésie, du moins une menace plus directe sur la Silésie (hors de portée de l'aviation anglo-américaine), constitue aussi un objectif à moyen terme pour les concepteurs de cette opération.

## Déroulement des opérations
Cette offensive stratégique, menée par Ivan Koniev, se déroule selon deux offensives distinctes, la première autour de Lvov et Przemyśl, la seconde en direction de Sandomir et du San, affluent de la Vistule.
Les troupes soviétiques commencent à gagner leurs positions de départ à partir du 11 juillet. En dépit de quatre jours de combats furieux, alternance de succès et d'échecs partiels des deux armées en lutte, le 15 juillet, la percée est obtenue dans le secteur de Zolochev.
Brody est rapidement encerclée et prise, les tentatives allemandes pour se dégager se soldant par un échec sanglant.
Le 20 juillet, le front tenu par le groupe d'armées Nord Ukraine présente une physionomie particulière : disloqué au nord de Lvov, certaines de ses unités sont positionnées en défense autour de la ville, tandis que les unités au sud de la ville n'ont pas encore essuyé de grosses attaques soviétiques.
Le 23 juillet, le San est atteint, puis, le 27 juillet, Lvov et Przemyśl sont prises par les troupes de Koniev, tandis que les Polonais sont engagés dans l'opération Burza : la libération des villes polonaises avant l'arrivée des troupes soviétiques a échoué.
Le 27, Staline modifie les ordres donnés à Koniev et lui ordonne de prendre Sandomir. Des têtes de pont sont ainsi conquises sur la Vistule, mais leur survie demeure précaire, maintenue uniquement grâce à la puissance de feu de l'artillerie lourde massée de l'autre côté du fleuve.
En dépit de multiples contre-attaques allemandes, tenues en échec par l'artillerie soviétique, la tête de pont s'agrandit progressivement et atteint le 1er septembre 70 kilomètres de large pour 50 de profondeur.

## Bilan
Le 29 août, l'ordre est donné aux armées soviétiques de se mettre en position défensive sur cette partie du front.

### Pertes
Les pertes allemandes s'élèvent à 90 000 tués, disparus, blessés ou prisonniers ; le Reich déplore également la perte de 300 avions de combat, 350 chars et canons d'assaut. En face, les pertes soviétiques s'élèvent à 65 000 tués et 224 295 blessés. Les Soviétiques perdirent également 1 269 chars et 289 avions selon certains, 510 selon d'autres lors de l'offensive. Le succès de l'opération permet de préparer l'offensive Vistule-Oder sur le front polonais.

### Conséquences opérationnelles
Au terme de cette opération, la Galicie a été rapidement conquise par l'Armée rouge, en dépit des obstacles naturels et du mordant des troupes de l'Axe qui contre-attaquent dès qu'elles ont la possibilité de le faire.
Plus encore, l'envoi sur la haute Vistule de huit divisions allemandes, prélevées de secteurs plus calmes du front de l'Est auprès du groupe d'armées Sud Ukraine, assure le succès de l'offensive de Jassy-Kichinev lancée plus au sud contre les positions roumaines en Moldavie à partir du 20 août 1944, comme le prélèvement d'unités pour colmater les brèches créées par l'offensive en Biélorussie avait assuré le succès de celle-ci.
Enfin, la tête de pont de Sandomir est utilisée lors de la grande offensive d'hiver lancée à partir du 12 janvier 1945.